# Луције Сергије Катилина
Луције Сергије Катилина (лат. Lucius Sergius Catilina; Рим, 108. п. н. е. – 62. п. н. е.) је био римски политичар, најпознатији по свом покушају да 63. п. н. е. насилно сруши Римску Републику, односно завери чије је разоткривање описао Цицерон.

## Биографија
Катилина је рођен у патрицијској породици Сергијеваца, једној од најстаријих и најугледнијих у Риму. У Катилинино доба, утицај Сергијеваца је, међутим, био значајно опао, тако да је последњи Сергијевац за конзула изабран још 380. п. н. е.
Катилина је пажњу на себе први пут скренуо у Савезничком рату, истакавши се године 89. п. н. е. као официр у војсци Помпеја Страбона. Када су 80-их година п. н. е. Римом завладали популари, Катилина се накратко повукао из политике. Када је Сула други пут марширао на Рим Катилина се прикључио оптиматима. 70-их година п. н. е. је служио у провинцијама, а пажњу јавности је поновно привукао године 73. п. н. е. када је оптужен за љубавну везу с весталском девицом по имену Фабија. Катилина је ослобођен оптужбе након што је вођа оптимата Квинт Лутације Катул сведочио у његову корист.
Године 68. п. н. е. је изабран за претора, а потом је две године служио у Африци. При повратку се надметао за конзула, али му је тадашњи конзул Луције Волкације Тул поништио кандидатуру због оптужби за проневеру од стране провинцијске делегације. Катилина је следеће године ослобођен оптужби на суђењу где га је бранио конзул Луције Манлије Торкват.

### Прва Катилинина завера
Иако је Торкват помогао Катилини, он је, према Цицерону, требало да године 65. п. н. е. постане мета завере чији је члан био и Катилина. Њу су покренули Публије Аутроније Пет и Публије Корнелије Сула, изабрани за конзуле године 66. п. н. е. Међутим, пре него што је 1. јануара 65. п. н. е. требало да преузмуи дужност, оптужени су, а касније и осуђени за амбитус, односно изборну превару на основу Lex Calpurnia. Конзулски мандати су им одузети и предати Торквату и Луцију Аурелију Коти. Аутроније и Сула се с тиме нису хтели помирити него су планирали да на почетку године убију новопостављене конзуле и њихове присталице у Сенату и преузму конзулска места. Завера је пропала, наводно зато што је Катилина у последњи тренутак одустао. Већина историчара је скептична према Цицероновим тврдњама и сматра вероватнијим Светонијеве да су иза те завере стајали Марко Лициније Крас и млади Јулије Цезар, а Цицеронове тврдње објашњава тиме да је настојао што више оцрнити свог главног непријатеља.

### Избори за конзула
Катилина се године 64. п. н. е. поновно надметао за конзула, заједно са својим савезником Гајем Антонијем Хибридом. Хибрида је изабран, али не и Катилина, кога је успео поразити Цицерон. Историчари сматрају да је главни разлог за то било Катилинино скретање према странци популара, односно изборни програм који је предвиђао радикалне социјалне реформе на штету аристокрације. То се пре свега односило на план да се прогласи свеопшти мораторијум на дугове сиромашних грађана. Због тога је већина сенатора стала на Цицеронову страну.
Исте је године поновно доведен на суд, а оптужбе су се тицале његове улоге у Сулиним проскрипцијама крајем 80-их година п. н. е., односно тврдњи да је ликвидирао властитог шурака Марка Марија Гратидијана и низ тадашњих угледника како би се дочепао њихове имовине, те том приликом накнадно додао њихова имена на Сулин попис за ликвидацију. Катилина је поновно био ослобођен, а што се тумачи тиме да је Јулије Цезар председао судом.
Катилина се поновно за конзула надметао 63. п. н. е. Међутим, и тада су га поразили Децим Јуније Силан и Луције Лициније Мурена. Верује се да је Катилина тада потрошио не само свој политички капитал, него и себе довео у финансијски безизлазну ситуацију, с обзиром да су све његове кампање биле финансиране на дуг. Те је дугове могао вратити само када би дошао на власт, а што више није било могуће легалним средствима. Зато је Катилина, према тумачењу историчара, одлучио власт преузети илегалним путем, односно државним ударом.

### Друга Катилинина завера
Када се Катилина одлучио за државни удар, за свој план је нашао релативно велики број присталица, и то углавном политичара који су се из различитих разлога осећали запостављенима и маргинализованима, односно чије је амбиције сузбијао тадашње римске вођство. Међу завереницима се тако нашао и бивши конзул Публије Корнелије Лентул Сура избачен из Сената због склоности разврату, али и млади Гај Цетег. Многи од завереника су, као и Катилина, имали финансијске проблеме. С друге стране је завера могла рачунати и на подршку у широким слојевима становништва, поготово међу сиромашним грађанима, али и некадашњим Сулиним ветеранима који су у претходним годинама изгубили све богатство стечено у ратовима, те сањали о „новом Сули“ који ће их водити на Рим.
Катилинин план је предвиђао стварање војске која ће марширати на Рим. У ту је сврху у Етрурију послао Гаја Манлија, центуриона из некадашње Сулине војске. Исто тако је послао и низ агената по италијанским градовима да дижу устанке, укључујући устанак робова у Капуи. Завереници су, пак, као кључну акцију планирали атентате на водеће сенаторе и подметање пожара широм града; након тога би се спојили с Манлијевом војском која би умарширала и „завела ред“, тј. довела их на власт.
Акција је била планирана за 7. новембра 63. п. н. е. али је један од завереника, сенатор Квинт Курије, одлучио о свему упозорити конзула Цицерона преко своје љубавнице Фулвије. Чувши за то, Цицерон је сазвао седницу Сената окруживши га наоружаним чуварима. На седницу је, на опште изненађење, дошао и сам Катилина, одбацивши све оптужбе. На крају је изјавио да ће неће чекати суђење по Цицероновим оптужбама, него да ће отићи у добровољни егзил у Масилију. У стварности, Катилина је одлучио да се прикључи Манлијевој војсци у Етрурији.
У међувремену су Сура и преостали завереници у Риму одлучили ступити у контакт с галским племеном Алоброжана, понудивши им слободу од римске власти и друге повластице, уколико би се пристали као најамничка војска прикључити завереницима. Алоброжани су, међутим, о свему известили Цицерона који их је подстакао да са завереницима започну компромитујућу кореспонденцију. Писма су пресретнута те их је на следећем састанку Сената Цицерон прочитао. Пет завереника је ухапшено те их је Цицерон, упркос протеста Јулија Цезара који је тражио доживотни затвор, довео у Тулијанум, и 5. децембра 63. п. н. е. наредио погубити дављењем.
Вест о погубљењу је деморализовала Катилинине присталице широм Италије, као и његову војску, која је са око 10.000 спала на 3.000 људи. Катилина је месец дана маневрисао у северној Италији нашавши се између Квинта Цецилија Метела Целера чије су легије блокирале пут према Галији и Антонија Хибриде који му је блокирао пут према Риму. На крају се одлучио напасти потоњег, делом уверен да је та војска слабија, а делом да ће Хибрида можда прећи на његову страну. То се није догодило, а уместо тога је Катилина војска разбијена 5. јануара 62. п. н. е. у бици код Писторије. Сам Катилина се, према наводима историчара, упркос безнадежној ситуацији храбро борио у првим редовима и тако погинуо.